# Sender Büttelberg

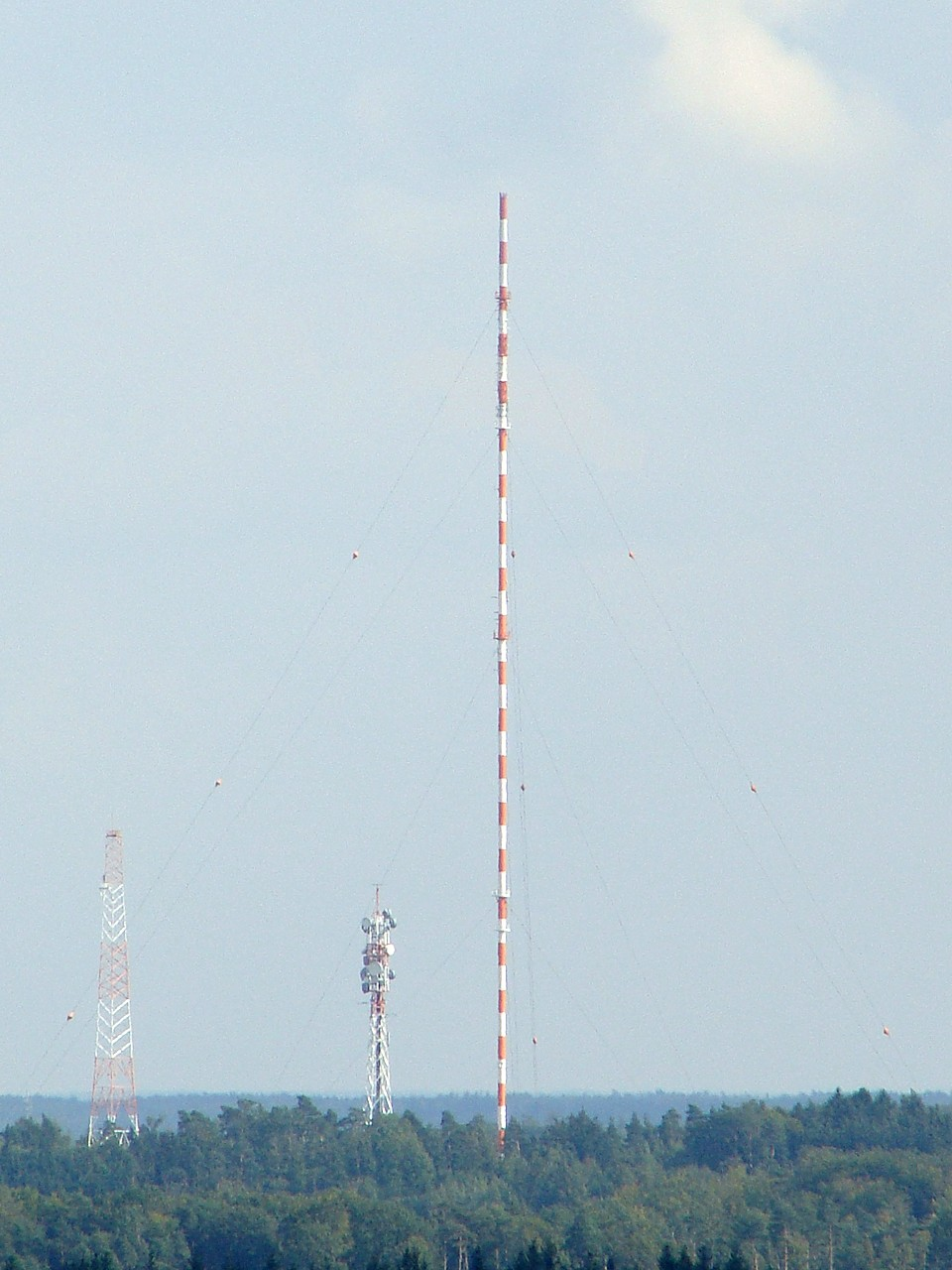
Sendeanlagen auf dem Büttelberg

Der Sender Büttelberg (alternativ Büttelberg/Frankenhöhe) auf dem Büttelberg ist seit 1952 Standort einer Sendeanlage (Standorthöhe 527 m ü. NN) für Radio- und Fernsehprogramme. Als Antennenträger kommt seit 1969 ein 219 Meter hoher abgespannter Stahlrohrmast zum Einsatz. Von dem Sendemast werden UKW, DAB und Digitales Fernsehen (DVB-T) abgestrahlt. Daneben befinden sich noch drei kleinere Sendetürme, die dem Richtfunk dienen.
Vom Büttelberg werden fünf UKW-Programme des Bayerischen Rundfunks ausgestrahlt. Die UKW-Sendeantenne befindet sich in einer Höhe von 170 bis 194 Meter über Grund mit insgesamt acht Dipolebenen.
Die Sendeantenne des Digitalen Fernsehens (DVB-T) ist auf 209 Meter über Grund montiert. Vor der Einführung von DVB-T im Raum Nürnberg wurde die Zuführung des analogen Fernsehprogramms über analogen Satellitenempfang bzw. während des Regionalprogramms über Ballempfang vom Sender Dillberg gewährleistet.
Seit Dezember 1999 wird vom Büttelberg DAB-Digitalradio ausgestrahlt.
Bis September 2010 wurde zusätzlich das Programm des Senders „AFN Prime Atlantic“ in der amerikanischen TV-Norm NTSC für die US Army abgestrahlt. Der Sender hatte nur eine geringe Leistung, ausreichend um die nahe gelegene Kaserne zu versorgen und befand sich nicht am Sendemast des Bayerischen Rundfunks, sondern am direkt benachbarten US-amerikanischen Masten.
Der BR-Standort Büttelberg ist nicht mit dem Telekom-Sendestandort Burgbernheim zu verwechseln, der sich ca. fünf Kilometer nordwestlich vom Büttelberg befindet. Vom Sender Burgbernheim wird u. a. das Programm des UKW-Senders Antenne Bayern ausgestrahlt.
Der Sender Büttelberg ist nach dem Sender Dillberg und dem Sender Kreuzberg in der Rhön der dritthöchste BR-Sender und der fünfthöchste Sender bayernweit.

## Frequenzen und Programme

### Analoges Radio (UKW)
Beim Antennendiagramm sind im Falle gerichteter Strahlung die Hauptstrahlrichtungen in Grad angegeben.
| Kanal (MHz) | Logo            | Programm   | RDS (PS)          | RDS (PI)             | Region                    | ERP (kW) | Antenne | Pol |
| ----------- | --------------- | ---------- | ----------------- | -------------------- | ------------------------- | -------- | ------- | --- |
| 88,20       | Bayern 2 Logo   | Bayern 2   | Bayern_2          | D312                 | -                         | 25       | rund    | H   |
| 91,40       | Bayern 1 Logo   | Bayern 1   | B1_Fran_ BAYERN_1 | D311 (regional) D511 | Oberfranken Mittelfranken | 25       | rund    | H   |
| 95,50       | BR-Klassik Logo | BR-Klassik | BR-KLASS          | D314                 | –                         | 10       | rund    | H   |
| 99,30       | Bayern 3 Logo   | Bayern 3   | BAYERN_3          | D313                 | –                         | 25       | rund    | H   |
| 104,00      |                 | BR24       | BR24____          | D315                 | –                         | 25       | rund    | H   |

### Digitales Radio (DAB)
DAB wird in vertikaler Polarisation und im Gleichwellenbetrieb mit anderen Sendern ausgestrahlt.
| Block                           | Programme (Datendienste) | ERP (kW) | Antennen- diagramm rund (ND), gerichtet (D) | Polarisation horizontal (H)/ vertikal (V) | Gleichwellennetz (SFN) |
| ------------------------------- | --- | -------- | ------------------------------------------- | ----------------------------------------- | --- |
| 5C DRDeutschland (D__00188)     | DAB+ Block der Media Broadcast: - Absolut relax (72 kbps) - Dlf (104 kbps) - Dlf Kultur (112 kbps) - Dlf Nova (104 kbps) - DRadio DokDeb (48 kbps) - Energy Digital (72 kbps) - ERF Plus (64 kbps) - Klassik Radio (72 kbps) - Radio Bob (72 kbps) - Radio Horeb (48 kbps) - Radio Schlagerparadies (64 kbps) - Schwarzwaldradio (64 kbps) - sunshine live (72 kbps) - DRadio Daten (32 kbps Daten) - EPG Deutschland (16 kbps Daten) - TPEG (16 kbps Daten) - TPEG_MM (16 kbps Daten) | 10       | ND                                          | V                                         | - Baden-Württemberg: Aalen, Baden-Baden (Fremersberg), Bad Mergentheim, Blauen, Brandenkopf, Donaueschingen, Feldberg im Schwarzwald, Freiburg (Vogtsburg-Totenkopf), Geislingen (Oberböhringen), Großerlach (Hohe Brach), Heidelberg (Königstuhl), Heilbronn (Schweinsberg), Hochrhein (Rickenbach), Hornisgrinde, Pforzheim (Schömberg-Langenbrand), Raichberg, Ravensburg (Höchsten), Reutlingen, Stuttgart (Frauenkopf), Ulm (Kuhberg) - Bayern: Amberg (Hirschau), Aschaffenburg (Pfaffenberg), Augsburg (Hotelturm), Bad Tölz (Gaißach), Bamberg (Geisberg), Büttelberg, Brotjacklriegel, Dillberg, Grünten, Herzogstand, Hochberg (Traunstein), Hoher Bogen, Inntal (Ebbs), Ingolstadt (Gelbelsee), Kreuzberg/Rhön, Landshut (Altdorf), München (Olympiaturm), Nennslingen (Büchelberg), Nürnberg, Oberammergau, Ochsenkopf, Passau, Pfänder, Pfaffenhofen, Pfarrkirchen, Pfronten, Regensburg (Hohe Linie), Unterringingen, Untersberg, Wendelstein (Bayrischzell), Würzburg (Frankenwarte) - Berlin: Berlin (Alexanderplatz), Berlin (Scholzplatz) - Brandenburg: Bad Belzig, Booßen, Brandenburg/Havel, Calau, Casekow, Cottbus, Eisenhüttenstadt, Petkus, Pritzwalk, Templin - Bremen: Bremen (Walle), Bremerhaven-Schiffdorf - Hamburg: Hamburg (Moorfleet), Hamburg (Heinrich-Hertz-Turm) - Hessen: Bad Hersfeld (Rimberg), Biedenkopf (Sackpfeife), Fulda (Hummelskopf), Frankfurt (Europaturm), Gelnhausen (Schnepfenkopf), Gießen (Dünsberg), Großer Feldberg, Hardberg, Hohe Wurzel, Hoher Meißner, Kassel (Habichtswald), Mainz-Kastel - Mecklenburg-Vorpommern: Garz (Rügen), Güstrow, Malchin, Neubrandenburg-Süd, Rostock (Toitenwinkel), Röbel, Schwerin (Zippendorf-Gr.Dreesch), Torgelow, Wismar/Rüggow, Züssow - Niedersachsen: Aurich-Popens, Braunschweig (Broitzem), Braunschweig (Drachenberg), Cuxhaven-Stadt, Dannenberg, Göttingen (Bovenden-Osterberg), Hannover (Telemax), Lingen, Lüneburg-Neu Wendhausen, Molbergen-Peheim, Osnabrück (Bramsche-Schleptruper Egge), Hildesheim (Sibbesse), Steinkimmen, Uelzen, Visselhövede, Wilhelmshaven - Nordrhein-Westfalen: Aachen (Karlshöhe), Bielefeld (Hünenburg), Bonn (Venusberg), Dortmund (Florianturm), Düsseldorf (Rheinturm), Eggegebirge, Herscheid, Hochsauerland (Hunau), Hürtgenwald-Großhau, Köln (Colonius), Langenberg, Lügde-Rischenau (Köterberg), Minden (Jakobsberg), Münster (Fernmeldeturm), Schöppingen, Siegen-Süd, Wesel - Rheinland-Pfalz: Bad Kreuznach (Schanzenkopf), Bad Marienberg (Westerwald), Bornberg, Daun (Eifel), Edenkoben (Kalmit), Heckenbach-Schöneberg (Ahrweiler), Idar-Oberstein, Kaiserslautern, Kettrichhof, Koblenz (Kühkopf), Trier (Petrisberg) - Saarland: Merzig-Merchingen, Saarbrücken (Schoksberg) - Sachsen: Chemnitz, Dresden, Geyer, Leipzig, Löbau, Neustadt, Oschatz, Schöneck, Zwickau Ost - Sachsen-Anhalt: Brocken, Burg, Dequede, Petersberg, Pettstädt (Weißenfels), Schneidlingen, Wittenberg - Schleswig-Holstein: Bungsberg, Flensburg, Heide, Helgoland, Hennstedt, Kiel (Kronshagen), Lübeck (Stockelsdorf), Schleswig, Niebüll (Süderlügum), Westerland (Sylt) - Thüringen: Bleßberg (Sonneberg), Erfurt-Hochheim, Gera, Inselsberg, Jena (Oßmaritz), Kulpenberg, Saalfeld (Remda), Lobenstein (Sieglitzberg), Weimar (Ettersberg) |
| 8C Mittelfranken (D__00327)     | DAB-Block des Bayerischen Rundfunks - Bayern 1 (Mainfranken) (96 kbps) - Bayern 1 (Schwaben) (96 kbps) - BR24live (64 kbps, Mono) - BR Verkehr (16 kbps, Mono) - Radio Teddy (72 kbps) - egoFM (72 kbps) - Radio 8 (72 kbps) - Galaxy Mittelfranken (72 kbps) - Arabella Bayern (96 kbps) - Rock Antenne Bayern (72 kbps) - BR EPG (8 kbps) | 25       | ND                                          | V                                         | Büttelberg, Dillberg, Hesselberg, Hersbruck, Nürnberg (Fernmeldeturm), Rothenburg ob der Tauber, Treuchtlingen, Weißenburg |
| 11D BR Bayern (D__00165)        | DAB-Block des Bayerischen Rundfunks - Bayern 1 (Oberbayern) (96 kbps) - Bayern 1 (Niederbayern/Oberpfalz) (96 kbps) - Bayern 1 (Franken) (96 kbps) - Bayern 2 (96 kbps) - Bayern 3 (96 kbps) - BR-Klassik (144 kbps) - BR24 (72 kbps, Mono) - BR Schlager (96 kbps) - Puls (96 kbps) - BR Heimat (128 kbps) - BR Verkehr (16 kbps, Mono) - Antenne Bayern (80 kbps) - BR EPG (8 kbps Daten) - ARD TPEG (24 kbps)                                                                       | 8        | ND                                          | V                                         | - Unterfranken: Alzenau (Hahnenkamm), Burgsinn (Main-Spessart), Dettelbach, Ebern, Frammersbach (Sauerberg) (geplant), Gemünden, Hammelburg, Kreuzberg (Rhön), Miltenberg-Wenschdorf, Neustadt am Main, Obernburg am Main, Ostheim (Heidelberg), Pfaffenberg (Aschaffenburg), Schweinfurt (Schonungen), Volkach, Wertheim, Würzburg (Frankenwarte), Zeil am Main - Oberfranken: Bad Steben, Bamberg (Geisberg), Burgwindheim (geplant), Coburg (Eckardtsberg), Hof (Labyrinthberg), Kronach, Kulmbach, Ludwigsstadt (Ebersdorf), Ochsenkopf (Fichtelgebirge), Pegnitz - Mittelfranken: Ansbach (geplant), Büttelberg, Hesselberg, Hersbruck, Nürnberg (Fernmeldeturm), Rothenburg ob der Tauber, Treuchtlingen, Weißenburg - Oberpfalz: Altenstadt, Amberg (Hirschau), Amberg-Süd, Dillberg (Neumarkt), Fuchsmühl, Geigant, Hoher Bogen (Furth im Wald), Hohe Linie (Regensburg), Kallmünz (geplant), Pfreimd, Schönsee (Drechselberg), Weigendorf - Niederbayern: Brotjacklriegel, Deggendorf (Aletsberg), Dingolfing, Einödriegel, Kelheim, Landshut (Altdorf), Mainburg, Mallersdorf-Pfaffenberg, Oberfrauenwald, Passau (Kühberg), Pfarrkirchen, Rattenberg, Rotthalmünster, Viechtach (Weigelsberg) (geplant), Vilsbiburg - Schwaben: Augsburg (Hotelturm), Augsburg (Welden), Balderschwang (Oberberg), Grünten, Hühnerberg (Harburg), Kaufbeuren (geplant), Markt Wald, Memmingen, Pfänder (Vorarlberg), Pfronten (Breitenberg), Ulm (Kuhberg) - Oberbayern: Bad Tölz (Gaißach), Berchtesgaden (Jenner), Eichstätt, Fürstenfeldbruck (Schöngeising), Gelbelsee, Herzogstand (Fahrenbergkopf), Hochberg (Traunstein), Hohenpeißenberg, Inntal (Ebbs), Isen, München-Freimann, München-Ismaning, München (Olympiaturm), Neuötting, Oberammergau (Laber), Pfaffenhofen (Wolfsberg), Pfaffenhofen (BR), Reit im Winkl, Untersberg (Salzburg), Tegernseer Tal (Wallberg), Wasserburg am Inn (Koblberg), Wendelstein (Bayrischzell) |
| 10D DAB+ Bayern (Testkanal BDR) | DAB-Block der Bayern Digital Radio: - M94.5 (96 kbps) - Max neo (88 kbps) - TEST BayernSOUND (96 kbps) - TEST Jazz (72 kbps) - TEST Country (96 kbps) - TEST Elektro (96 kbps) - TEST RnB/Soul (96 kbps) - WarnTest 10D (96 kbps) - TEST Info (64 kbps) - BDR SPI 10D (64 kbps Daten) - TPEG K10D (32 kbps Daten) | 2        | ND                                          | V                                         | Büttelberg, Wendelstein (Bayrischzell) |

Netzbetreiber und Frequenzinhaber des Testkanals 10D ist die Bayern Digital
Radio GmbH. Das Projekt wird von der BLM gefördert.

### Digitales Fernsehen (DVB-T2)
Seit dem 29. März 2017 werden zwei DVB-T2-Multiplexe vom Bayerischen Rundfunk im Gleichwellenbetrieb (SFN) ausgestrahlt, synchronisiert mit den beiden Sendern Dillberg und Nürnberg. Das ZDF hat an diesem Sendestandort auf seinen Multiplex verzichtet, weil es über benachbarte Grundnetzsender in Bayern, sowie auch aus Hessen und Baden-Württemberg einstrahlend, diese Region ausreichend versorgt. Je nach Lage kann zum stabilen Empfang des ZDF-Multiplexes eine zweite, separate gerichtete Dachantenne erforderlich sein.
| Kanal | Frequenz (in MHz) | Multiplex | Programme im Multiplex | ERP (in kW) | Antennen- diagramm rund (ND) / gerichtet (D) | Polarisation horizontal (H) / vertikal (V) | Modulations- verfahren | FEC | Guard- intervall | Bitrate (in MBit/s) | SFN                            |
| ----- | ----------------- | --------- | --- | ----------- | -------------------------------------------- | ------------------------------------------ | ---------------------- | --- | ---------------- | ------------------- | ------------------------------ |
| 29    | 538               | ARD / BR  | - BR Fernsehen Nord HD - BR Fernsehen Süd HD - ARD-alpha HD - hr-fernsehen HD - MDR Thüringen HD - rbb Fernsehen Berlin HD - SWR BW HD | 50          | ND                                           | H                                          | 64-QAM                 | 3/5 | 19/128           | ?                   | Büttelberg, Dillberg, Nürnberg |
| 42    | 642               | ARD       | - Das Erste HD - arte HD - Phoenix HD - tagesschau24 HD - One HD - NDR Fernsehen HD (Niedersachsen)                                    | 50          | ND                                           | H                                          | 64-QAM                 | 3/5 | 19/128           | ?                   | Büttelberg, Dillberg, Nürnberg |

### Abgebaute Sendeanlagen

#### Digitales Fernsehen (DVB-T)
Bis zum 29. März 2017 wurden vom Sender Büttelberg folgende Programme im DVB-T-Standard in Standardauflösung SD gesendet:
| Kanal | Frequenz (in MHz) | Multiplex                  | Programme im Multiplex                                                                   | ERP (in kW) | Antennen- diagramm rund (ND), gerichtet (D) | Polarisation horizontal (H), vertikal (V) | Modulations- verfahren | FEC | Guard- intervall | Bitrate (in MBit/s) | SFN                            |
| ----- | ----------------- | -------------------------- | ---------------------------------------------------------------------------------------- | ----------- | ------------------------------------------- | ----------------------------------------- | ---------------------- | --- | ---------------- | ------------------- | ------------------------------ |
| 47    | 682               | BR-Bouquet 2 Nordbayern    | - Bayerisches Fernsehen (Franken) - ARD-alpha - MDR Fernsehen (Thüringen) - hr-fernsehen | 50          | ND                                          | H                                         | 16-QAM                 | 2/3 | 1/4              | 13,27               | Büttelberg, Dillberg, Nürnberg |
| 55    | 746               | ARD Digital (BR-Bouquet 1) | - Das Erste (BR) - ARTE - Phoenix - One                                                  | 50          | ND                                          | H                                         | 16-QAM                 | 2/3 | 1/4              | 13,27               | Büttelberg, Dillberg, Nürnberg |

#### Analoges Fernsehen
Bis zur Umstellung auf DVB-T wurde vom Sender Büttelberg folgendes Programm in analogem PAL gesendet:
| Kanal | Frequenz (MHz) | Programm       | ERP (kW) | Sendediagramm rund (ND)/ gerichtet (D) | Polarisation horizontal (H)/ vertikal (V) |
| ----- | -------------- | -------------- | -------- | -------------------------------------- | ----------------------------------------- |
| 55    | 743,25         | Das Erste (BR) | 500      | ND                                     | H                                         |